# Baciu (okręg Kluż)
Baciu (węg. Kisbács) – wieś w Rumunii, w okręgu Kluż, w gminie Baciu. W 2011 roku liczyła 6100 mieszkańców.